# Varde Kaserne Station
Varde Kaserne Trinbræt er et trinbræt i byen Varde i Vestjylland. Trinbrættet betjener den sydvestlige del af byen og benyttes først og fremmest af soldater tilknyttet Varde Kaserne.